# Капорал Алекса (Арад)
Капорал Алекса (рум. Caporal Alexa) насеље је у Румунији у жупанији Арад у граду Сантана. Место се налази на надморској висини од 107 m.

## Становништво
Према подацима из 2002. године у насељу је живело 1319 становника.

### Попис2002.
| Расподела становништва по националности 2002.‍ | Расподела становништва по националности 2002.‍ | Расподела становништва по националности 2002.‍ | Расподела становништва по националности 2002.‍ | Расподела становништва по националности 2002.‍ |
| --------------------------------------------- | --------------------------------------------- | --------------------------------------------- | --------------------------------------------- | --------------------------------------------- |
|                                               |                                               |                                               |                                               |                                               |
| Румуни                                        | Румуни                                        |                                               | 1.292                                         | 98,3%                                         |
| Мађари                                        | Мађари                                        |                                               | 5                                             | 0,4%                                          |
| Роми                                          | Роми                                          |                                               | 17                                            | 1,3%                                          |